# Caltagirone
Caltagirone (en sicilià Caltaggiruni, en català Calatagiró) és un comune italià de la ciutat metropolitana de Catània, Sicília.
Amb 38.295 habitants (2018) és la cinquena municipalitat més poblada de la regió metropolitana i se situa entre les vint-i-cinc més poblades de tota l'illa.
Està ubicada al centre-sud de l'illa, entre les planes de Catània i de Gela, i no té accés directe al mar. La ciutat és coneguda per la seva ceràmica i pel seu patrimoni barroc.
A l'antiguitat fou poblada per sículs i grecs i fou conquerida pels romans. A l'edat mitjana fou conquerida i poblada pels àrabs, els normands i la Corona d'Aragó.
Avui la ciutat és seu de tribunal i del bisbat de Caltagirone, que és part de l'Arquebisbat de Catània.
Limita amb els municipis d'Acate (RG), Gela (CL), Grammichele, Licodia Eubea, Mazzarino (CL), Mazzarrone, Mineo, Mirabella Imbaccari, Niscemi (CL), Piazza Armerina (EN) i San Michele di Ganzaria.

## Administració
| Període   | Alcalde             | Coalició o funció               |
| --------- | ------------------- | ------------------------------- |
| 2006-2011 | Francesco Pignataro | Lista cívica de centre-esquerra |
| 2011-2014 | Nicola Bonanno      | Lista cívica                    |
| 2014-2016 | Mario La Rocca      | Extraordinari                   |
| 2016-2021 | Giovanni Ioppolo    | Lista cívica de centre-dreta    |
| 2021-     | Fabio Roccuzzo      | Lista cívica de centre-esquerra |

## Personatges il·lustres
- Silvio Milazzo, president de Sicília 1958-1960.
- Nicolò Longobardo (1565-1655), jesuïta, missioner a la Xina.
- Mario Scelba, president del Consell dels Ministres de la República Italiana.
- Luigi Sturzo, polític i clergue, fundador del Partit Popular Italià.

## Galeria d'imatges

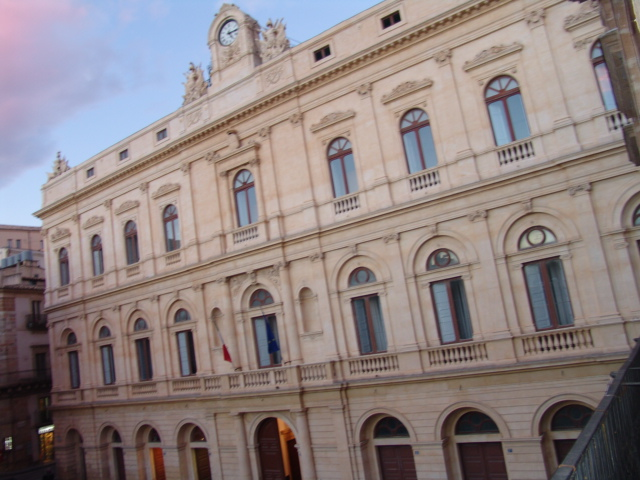
Palau de l'Àguila o Palau del Municipi. (Casa de la vila)
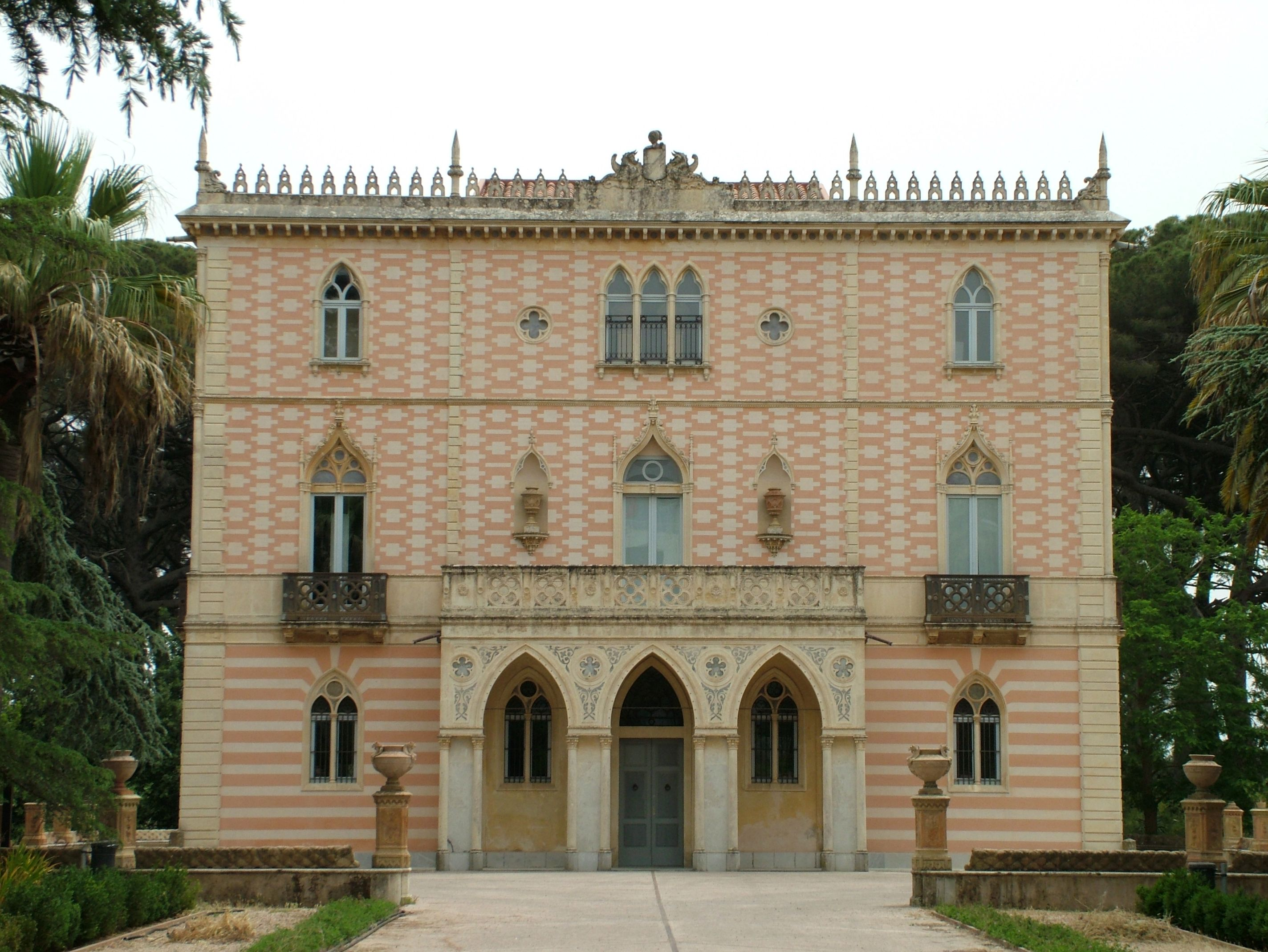
Vil·la Patti
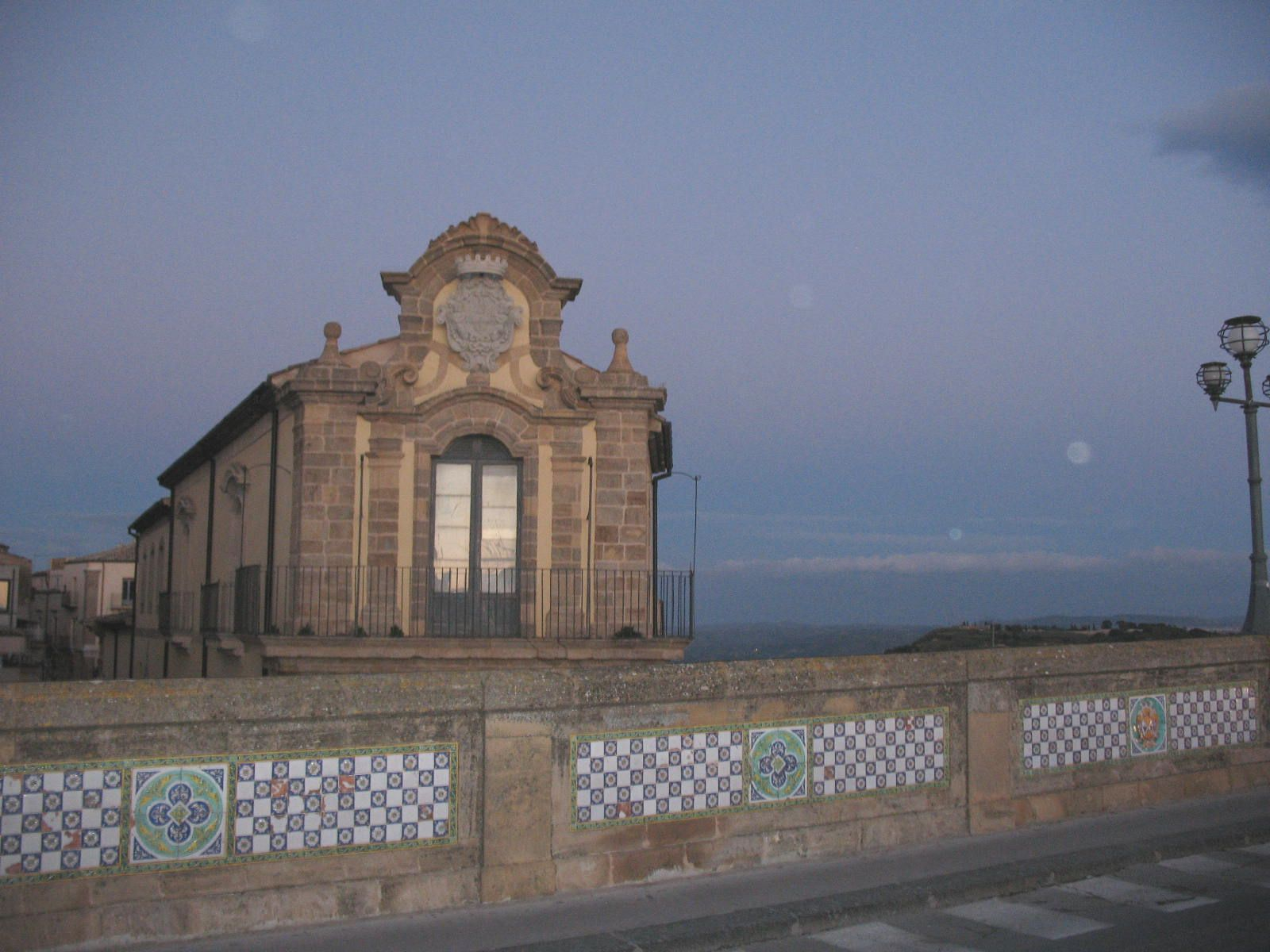
Palau de Sant Elies i Pont de Sant Francesc.
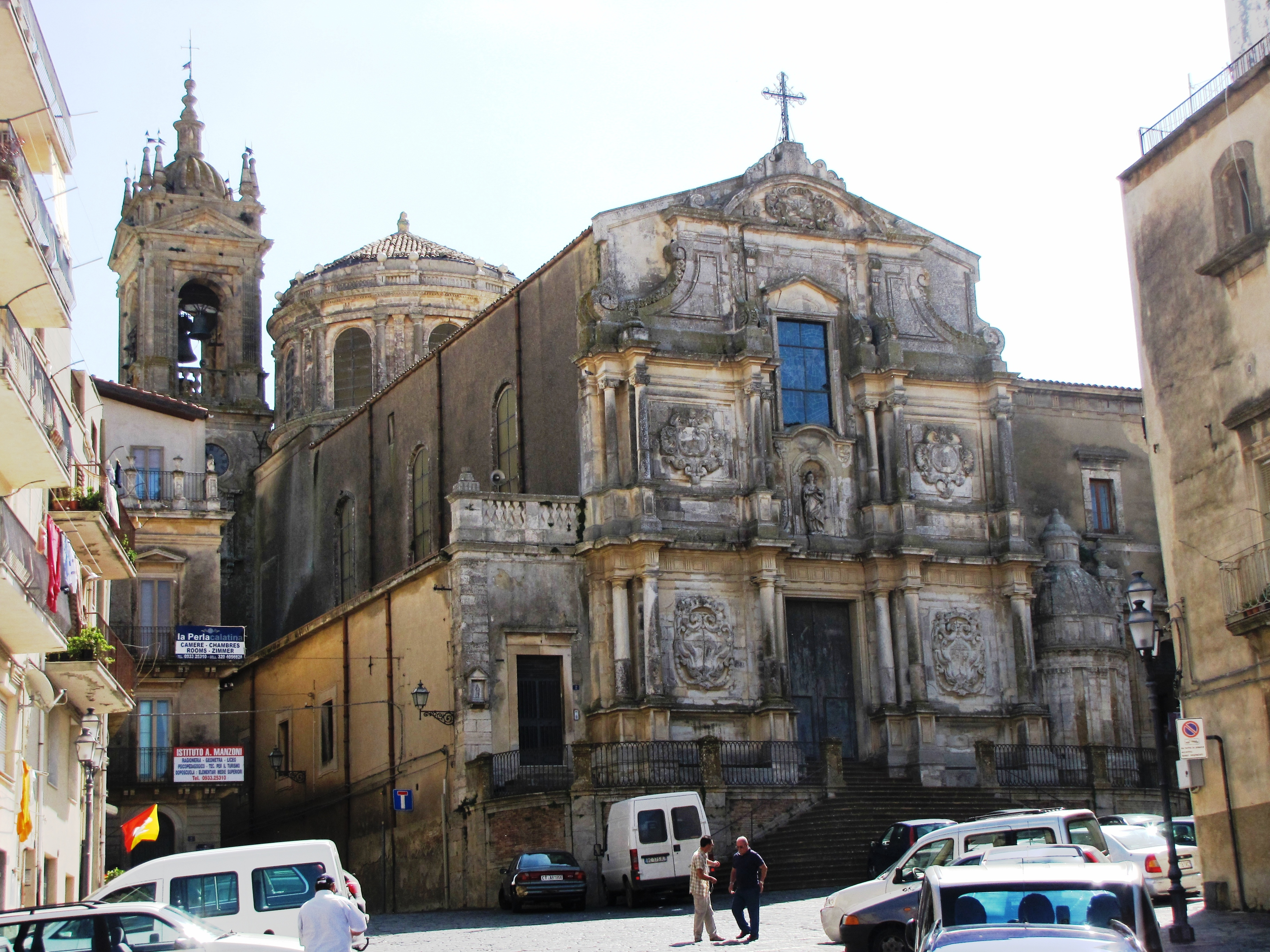
Església de Sant Francesc i la Immaculada.
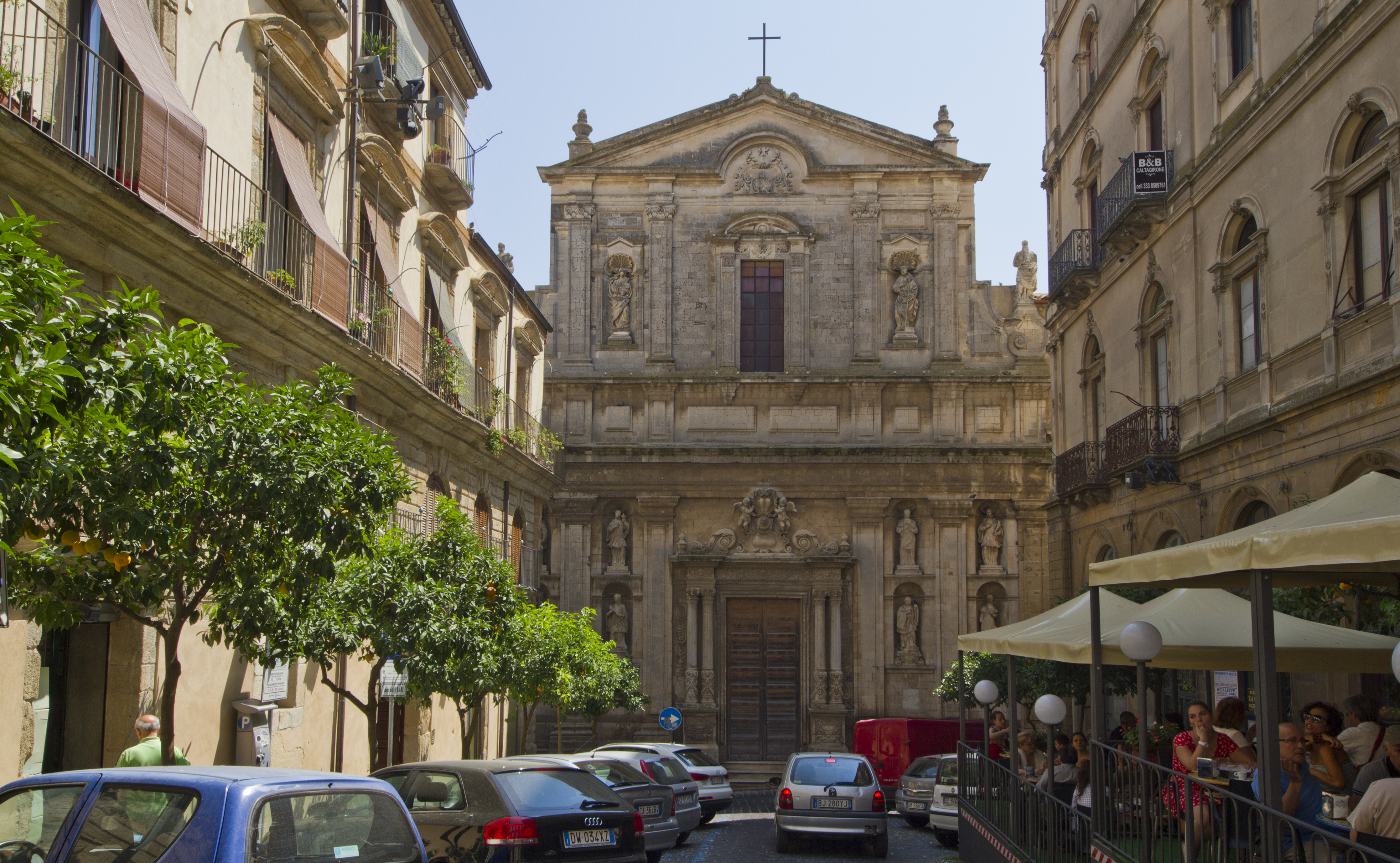
Església de la Circumcisió de Jesús.
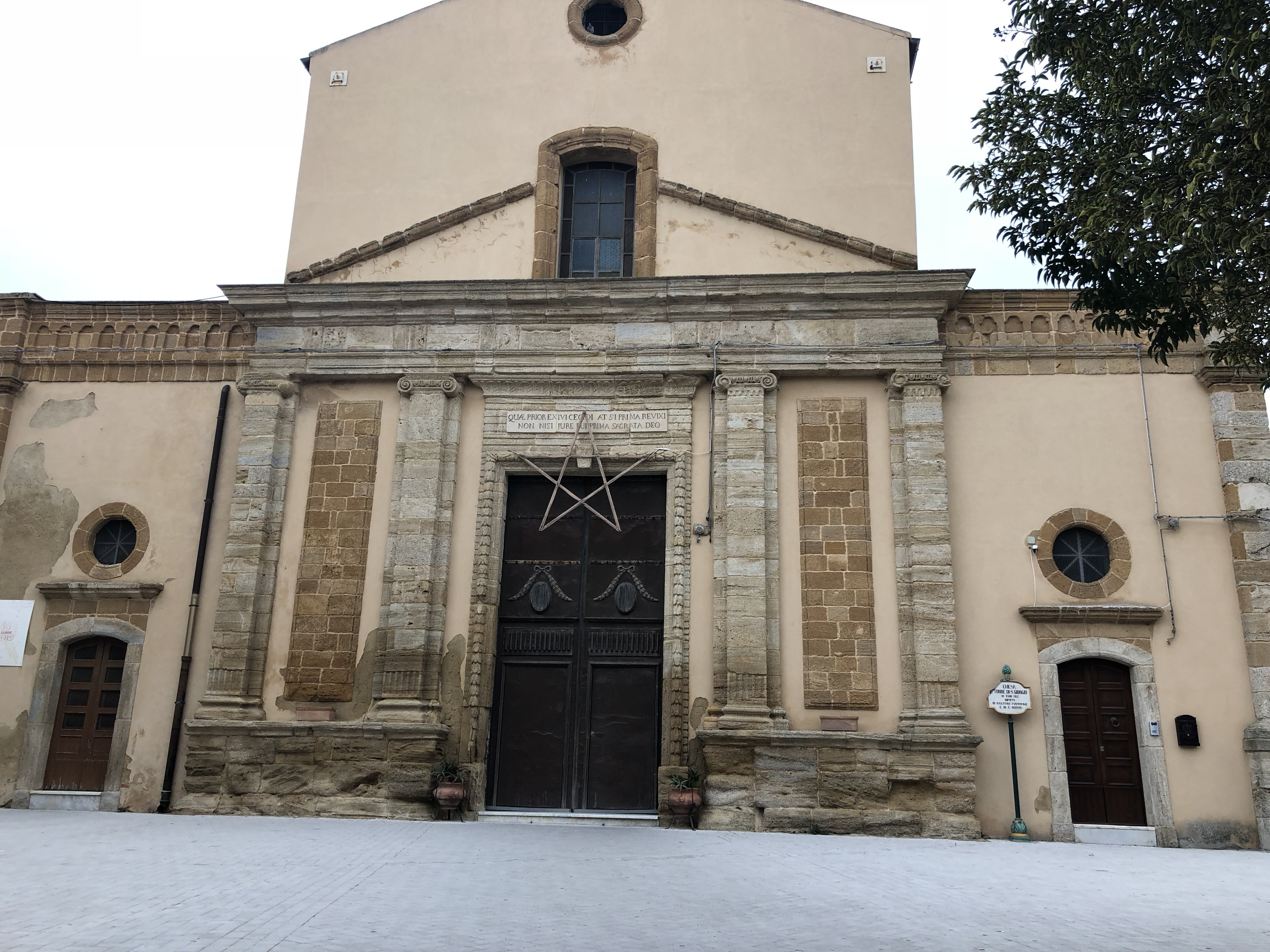
Església de Sant Jordi.
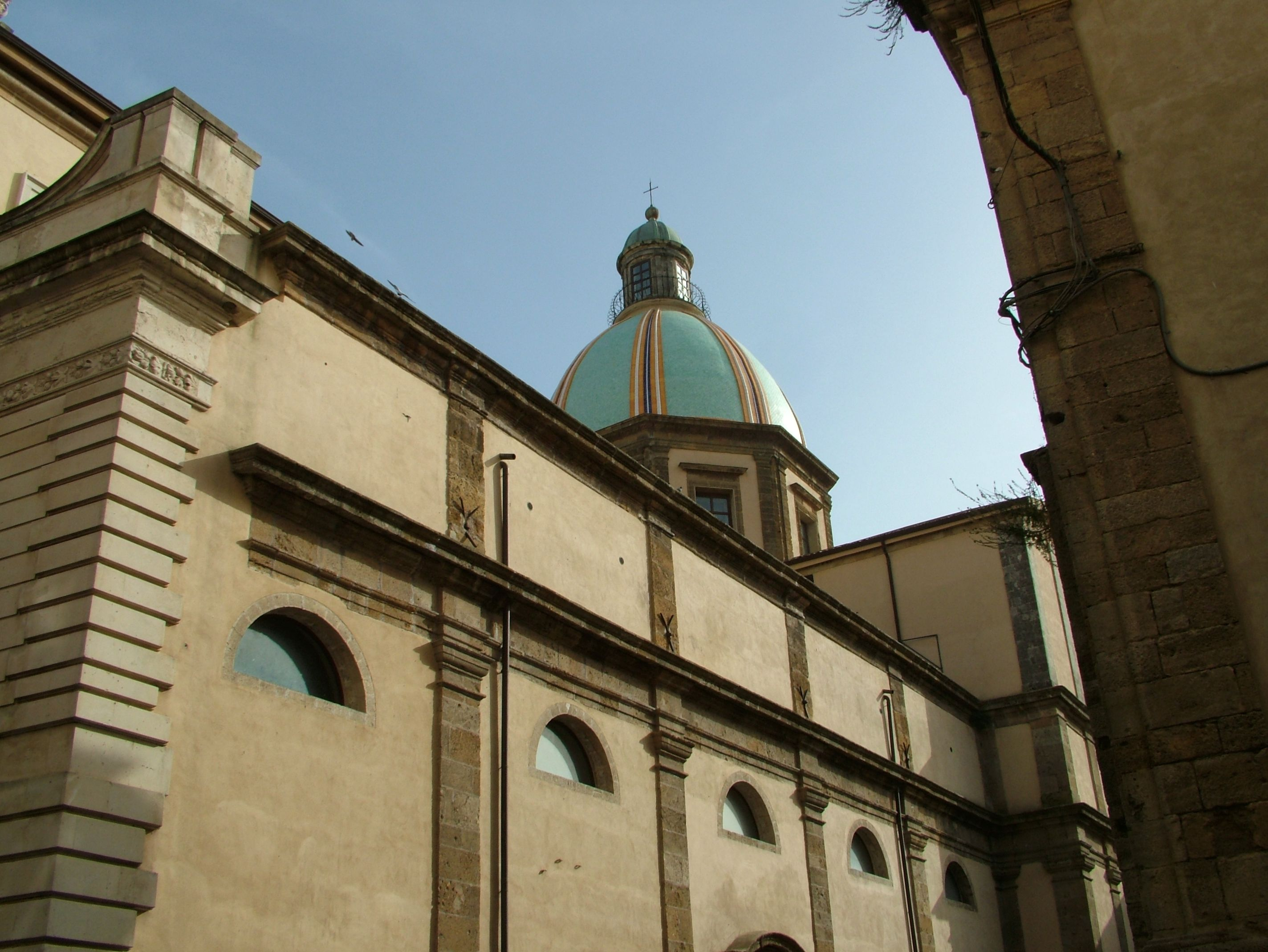
Església de Sant Julià.
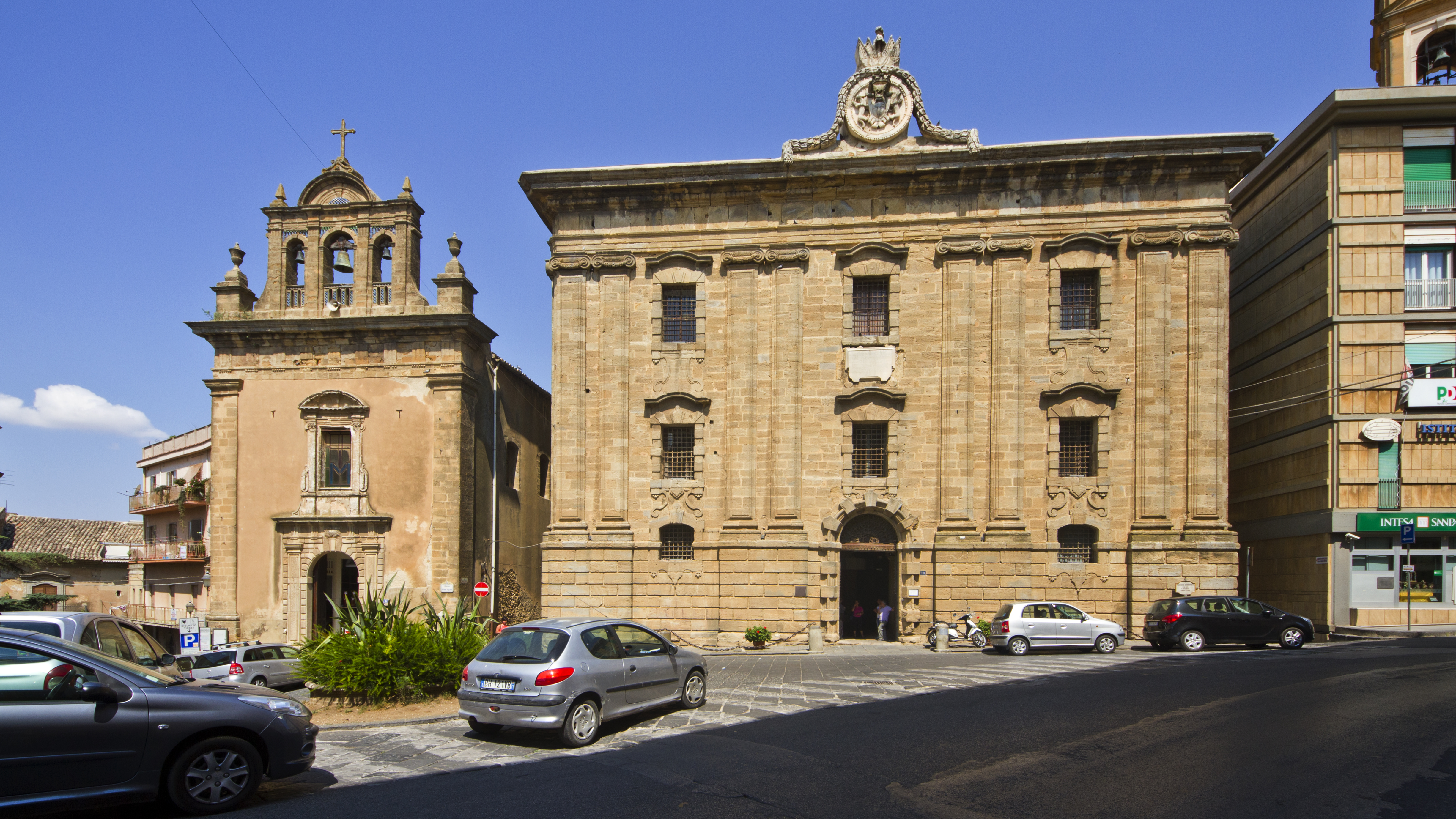
Església de Santa Àgata (esquerra) i presó borbònica (dreta).
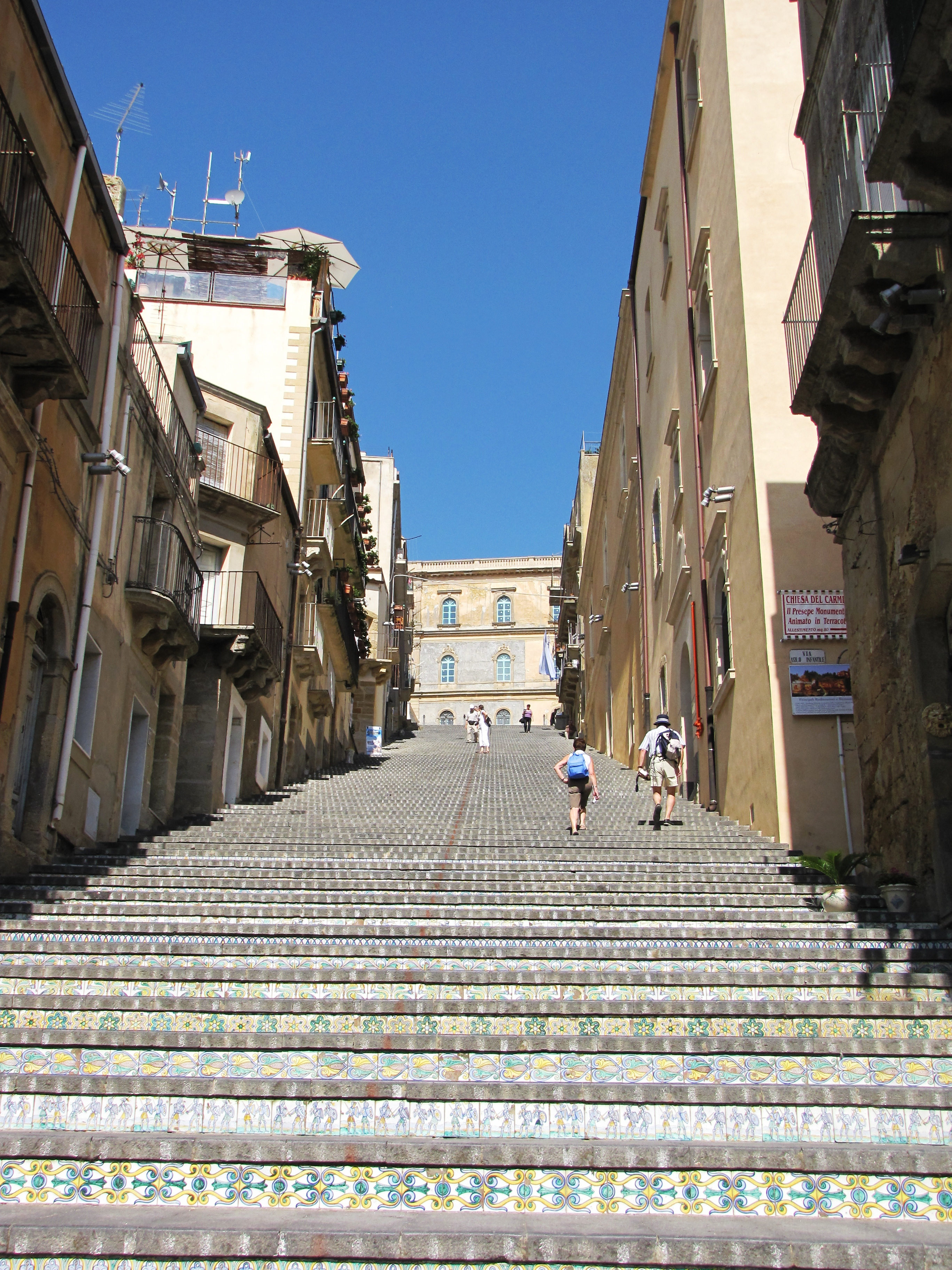
Escala de Santa Maria del Turó.